# コソボ共和国 (1990年-2000年)

コソボ共和国
Republika e Kosovës (アルバニア語)

国歌: Himni i Flamurit（アルバニア語）
旗への賛歌

ユーゴスラビア社会主義連邦共和国におけるコソボ

コソボ共和国（コソボきょうわこく、アルバニア語:Republika e Kosovës）は、1991年にコソボのアルバニア人を代表する並行議会によって独立が宣言された国際的に承認されていない分離主義国家である。セルビア人が支配するコソボ・メトヒヤ自治州に対抗して、並行する独自の政治機構の組織を試みた。
コソボ共和国は2000年に公式に解体され、その諸機構は国際連合コソボ暫定行政ミッション（UNMIK）が設置するコソボ共同暫定行政機構（Joint Interim Administrative Structure）へと引き継がれた。共和国の存続期間中、その独立を承認した国はごく少数であった。

## 歴史

### 独立宣言
1974年に、ユーゴスラビア社会主義連邦共和国の枠内で、セルビア社会主義共和国からの高度な自治を認めたコソボ社会主義自治州が設置された。この自治は1989年の憲法改正によって大幅に縮小され、コソボのアルバニア人らによる大規模な抗議行動が起こった。多数の抗議参加者がユーゴスラビアの当局に逮捕された。これをうけて1990年2月に非常事態宣言が発布され、5月には州政府は機能を停止された。
この政治危機に対して、アルバニア人が大多数を握っていたコソボの州議会は、コソボは自治州からユーゴスラビア連邦の構成共和国に格上げされるべきとする提案を行った。これに対してセルビア政府はコソボの州議会を解散させ、コソボの行政機構を直接支配するようになった。
議会のアルバニア人議員は秘密裏にカチャニク（Kaçaniku / Kačanik）にてコソボ州議会を解散し、ユーゴスラビアの構成共和国としての「コソボ共和国」の樹立を宣言した。1991年9月22日にはコソボ共和国議会は、同国を「独立した主権国家」と宣言した。この宣言は数日後に行われた非公認の住民投票によって是認された。

### 並行機関
コソボのアルバニア人は暴力的な分離主義運動や、大規模な不服従運動、そして教育や医療、税務に関する並行機関の設立を行った。コソボ解放軍はこの間に結成され、コソボのセルビア人による統治機構に対してテロ攻撃を始めた。

### NATOの介入と解体
コソボ解放軍のゲリラ活動は1999年1月になっても継続され、ラチャクの虐殺（Račak incident）などの国際社会の注目をあつめる事件がセルビア人勢力によって引き起こされた。この年の春にフランスのランブイエで開かれた国際会議では、ランブイエ合意（Rambouillet Agreement）と呼ばれる調停がなされたが、セルビア側の反対により合意には至らなかった。
ランブイエでの和平交渉が失敗したことにより、北大西洋条約機構（NATO）はユーゴスラビアへの空爆を始め、3月24日から6月11日まで続いた。その後ユーゴスラビア政府はNATO主導の平和維持軍KFORと、統治機構のUNMIKがコソボに展開することを認めた。
UNMIKはコソボでの行政、立法および司法の支配権を得て、国際連合事務総長特別代表の下で支配権を行使した。コソボの政治的指導者が政治決定に参加できるように、コソボ暫定評議会（Kosovo Transitional Council; KTC）が設立された。コソボ解放軍は解体され、軽武装の民間危機対処部隊であるコソボ防護隊へと移行した。
UNMIKによってコソボ共同暫定行政機構（Joint Interim Administrative Structure）が設置された時、コソボ共和国は公式に解体された。

## 政治的指導者
出典

### 大統領
- イブラヒム・ルゴヴァ 1992年 - 2006年

### 首相
- ユスフ・ゼイヌラフ（Jusuf Zejnullahu、1990年 - 1991年）
- ブヤル・ブコシ（Bujar Bukoshi 1991年 - 2000年）
- ハシム・サチ（1999年 - 2000年、対抗政府）